# 李敬史
李 敬史（リ・キョンサ、KyongSa Ri、1981年8月26日 - ）は、日本（朝鮮籍）のオリエンテーリング選手。

## 経歴
福岡県の嘉麻市出身であり、2000年に福岡県立嘉穂高等学校を卒業。中学ではサッカー、高校ではバスケットボールに打ち込んだ。その後、静岡大学に進みオリエンテーリングと出会う。大学・大学院では情報学を専攻。在日コリアンとして公立小学校教員を勤めた後、2011年からはオスロ大学へ留学。2015年8月にオスロ大学社会科学部政治学科を卒業した後、9月よりNorwegian School of Sport Sciences(ノルウェースポーツ科学大学)に入学し、オリエンテーリングやクロスカントリスキーなどの専門的な知識を学びながら、アジアを代表する選手の一人として、国際的に幅広く競技活動を行っている。

## 戦歴
2003年の3月、李が大学3年生の際に愛知県で開催された日本学生オリエンテーリング選手権大会のクラシック競技（個人）で6位入賞。外国人が同大会で入賞したのはこれが初めてであった。また4年生の際にはリレー競技（団体）で5位入賞している。
国際大会には2001年ジュニア世界選手権（ハンガリー）に大韓民国代表として出場。また2006年には世界大学選手権（スロバキア）に朝鮮民主主義人民共和国代表として出場。世界選手権へは2005-06年、2009-14年に出場しており、いずれも朝鮮民主主義人民共和国からの出場である。
2014年に、毎年スウェーデンで開催されている世界最高峰の5日間大会であるO-Ringenの男子最上位クラス（H21E）で、アジア歴代最高記録となる総合55位の成績を残している。

## 朝鮮代表として
オリエンテーリングの国家代表を証明する資格はどこの国のパスポートを持っているかで決定される。2004年までは臨時パスポートにより韓国代表として活動していたが、韓国領事館に臨時パスポートではなく大韓民国の国民登録するように促されていた。しかし本人の意志による登録の拒否によってパスポートの発給が認められなくなったことで、国籍を韓国から朝鮮民主主義人民共和国に変更し、2005年に愛知県で開かれた世界選手権からは朝鮮代表として活動している。2015年のスコットランドで開催された世界選手権において、イギリス政府より二度のビザ発給拒否を受けた。